# Caio Lívio Salinador (cônsul em 188 a.C.)
Caio Lívio Salinador (em latim: Gaius Livius Salinator) foi um político da gente Lívia da República Romana eleito cônsul em 188 a.C. com Marco Valério Messala. Era filho de Marco Lívio Salinador, cônsul em 210 e 207 a.C. Provavelmente foi o fundador da cidade romana de Forum Livii, a moderna Forlì, mas é possível que a fundação tenha sido obra de seu pai. Seu cognome ("Salinador") é uma referência a um imposto sobre o sal criado durante o mandato de censor de seu pai e que passou a designar os membros de sua família.

## Primeiros anos
Em 193 a.C., serviu sob o comando do cônsul Lúcio Cornélio Merula na Batalha de Mutina contra os boios da Gália Cisalpina no comando da cavalaria romana, instrumental para a vitória romana. Serviu depois como prefeito da frota durante seu mandato como pretor, em 191 a.C., durante a guerra romano-síria contra Antíoco III, do Império Selêucida, e derrotou o almirante Polixênidas numa batalha perto de Córico. No ano seguinte, continuou comandando a frota até ser substituído por Lúcio Emílio Régilo. Seguiu depois para a Lícia e, finalmente, para a corte de Prúsias, o rei da Bitínia.

## Consulado (188 a.C.)
Foi eleito cônsul em 188 a.C. com Marco Valério Messala e recebeu a Gália Cisalpina como província consular, mas não realizou ali nenhum feito de relevo.